# Christoph Horch
Christoph Horch (* 1667 in Berlin; † 20. April 1754 ebenda) war ein deutscher Mediziner und Leibarzt des Königs von Preußen.

## Leben
Christoph Horch war der Sohn eines preußischen Militärchirurgen. Er studierte Medizin und wirkte anschließend Ende des 17. Jahrhunderts und in der ersten Hälfte des 18. Jahrhunderts als Geheimer Rat und Leibarzt des Königs von Preußen sowie als Oberarzt des Medizinalkollegiums zu Berlin.
Am 15. Mai 1692 wurde Christoph Horch mit dem akademischen Beinamen Absyrtus I. als Mitglied (Matrikel-Nr. 191) in die Leopoldina aufgenommen. Am 10. Juni 1719 wurde er Mitglied der Preußischen Akademie der Wissenschaften.
Der Mediziner Martin Weise war sein Urgroßvater. Horch war verheiratet mit Salome Catharina, geb. von Mehn, verw. Otto. Der preußische Beamte Friedrich Wilhelm Horch (1701–1744) war sein Sohn, der Mediziner Johann Carl Wilhelm Moehsen war sein Enkel.

## Schriften
- Nöthiger Bericht Von Dreyen besonderen und in einer langen Praxi bewärten Medicamenten Nahmentlich: Vom Spiritu Bezoardico-Cardiaco, Vulgò weisse Tropffen. Elixir Neutro Oder Amaro-Balsamico Vulgò braune Tropffen. Wie auch denen daraus gemachten Pillulis Balsamicis, Und Pulvere solari neutro Oder rothen Pulvern. Wobey eine der Natur gemässe und vernünfftige Hypothesis zur glücklichen Praxin, zum weiteren Nachsinnen offeriret wird. 1732. (Digitalisat)
- Nöthiger Bericht welcher den Gebrauch einiger besondern Medicamente erkläret, die nicht allein von Sr. Königl. Majestät und dem Ober-Collegio-Medico schon längstens approbiret, sondern auch in einer 60jährigen Praxi bewährt gefunden worden: Zur Einrichtung einer kleinen Reise- und Haus-Apothecke beschrieben. Henning, Berlin 1754. (Digitalisat)